# Spathiphyllum silvicola
Spathiphyllum silvicola là một loài thực vật có hoa trong họ Ráy (Araceae). Loài này được R.A.Baker miêu tả khoa học đầu tiên năm 1976.

## Hình ảnh

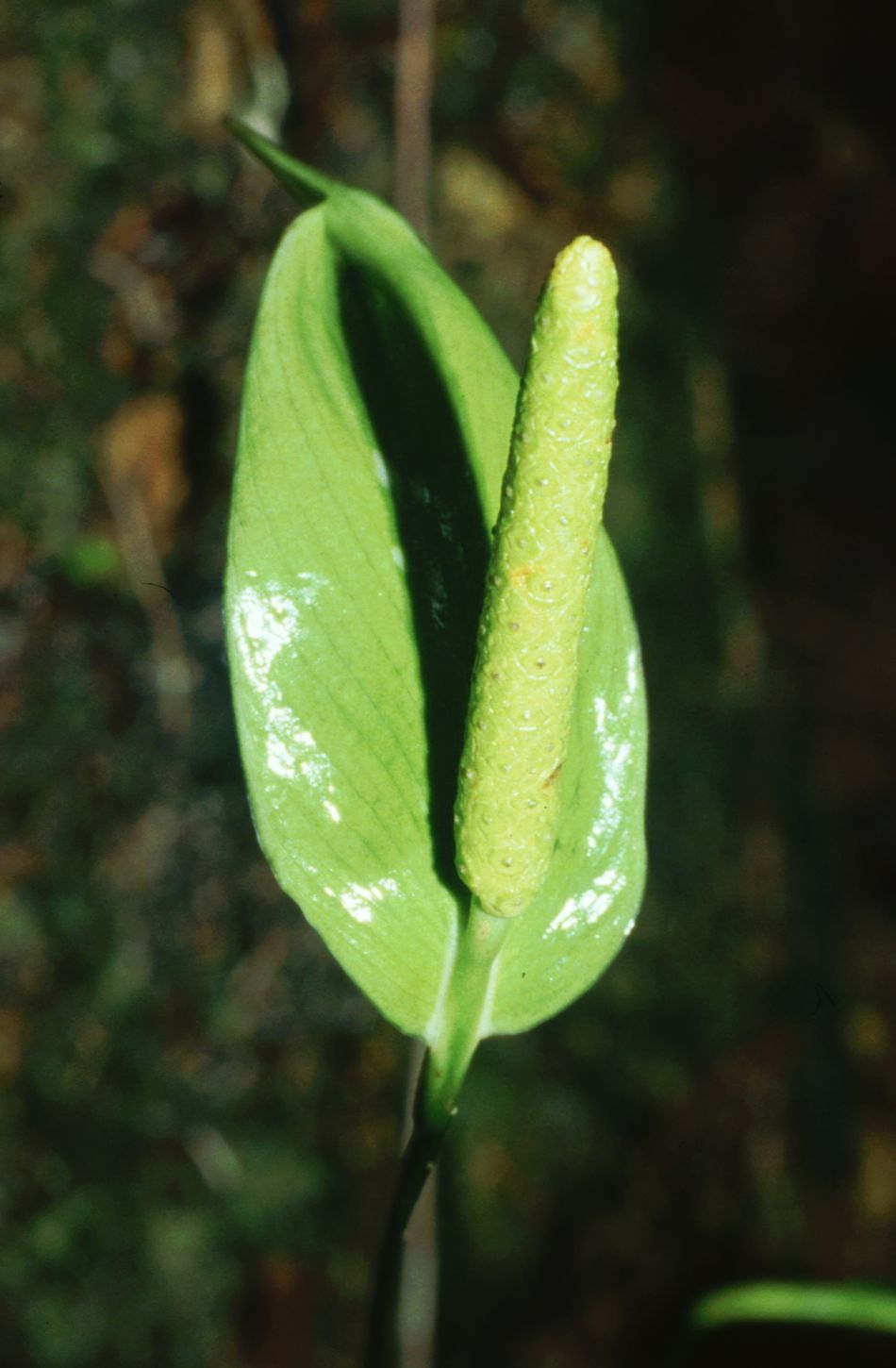